# Embolización arterial prostática
La embolización arterial prostática es un  tratamiento para la hiperplasia benigna de próstata. Ocluyendo los vasos sanguíneos arteriales que irrigan la próstata, se producirá isquemia y secundariamente disminución de volumen de la próstata con lo que el canal urinario queda liberado y mejorará el flujo de orina a través de él.
La hiperplasia prostática benigna (HBP) consiste en el aumento de tamaño de la próstata. Esto da lugar al estrechamiento de la uretra y a sus síntomas secundarios que se denominan síntomas urológicos bajos.  Aparece a partir de la 5.ª a 6.ª décadas de la vida y afecta a más del 50% de los hombres mayores de 60 años. Su incidencia aumenta con la edad de forma que todos los hombres llegarán a padecerla si llegan a vivir lo suficiente. A partir de los 70 años, el 75% de los hombres presenta al menos un síntoma.
Parece que no hay una relación directa entre el volumen de la próstata y la aparición y gravedad de los síntomas. De forma que incluso en pacientes con próstatas pequeñas (<50 cc) puede haber síntomas significativos.  En estos pacientes con próstatas pequeñas la cirugía presenta peores resultados con mayor tasa de fallos y complicaciones como lesiones y contracturas del cuello de la vejiga, alteraciones en la erección y sangrado al orinar.  En cambio la embolización presenta los mismos resultados o incluso mejores (Bagla S. 27th International Symposium on Endovascular Theraphy ISET 2015).

## Síntomas de agrandamiento prostático
Síntomas urológicos bajos (Las siglas en inglés son LUTS -Lower Urinary Tract Symptoms-):
- Aumento de la frecuencia urinaria especialmente nocturna
- Incontinencia urinaria
- Disminución de la potencia del flujo urinario y chorro intermitente.
- Vaciado incompleto de la vejiga, que con el tiempo predispone a la formación de piedras (cálculos) vesicales y a la infección urinaria. Tardíamente puede llegar a producir un daño vesical y renal permanente llegando incluso a la insuficiencia renal terminal

La repercusión clínica se cuantifica aplicando unos cuestionarios:
- American Urological Association symptom index (AUA-SI)[3]
- International Prostate Symptoms Score (IPPS)[4]
- Quality of life related Symptoms Score (QoL)[5]
- International Index of Erectile Function (IIEF)[6]

## Tratamiento de la HBP
Su tratamiento de la HBP hasta ahora es médico (con fármacos) y quirúrgico mediante diferentes técnicas abiertas a través de la uretra (transuretrales), que no están libres de complicaciones incluyendo la disfunción sexual. Es importante descartar otras causas de la clínica, especialmente el cáncer de próstata.
La embolización arterial prostática es una nueva alternativa de tratamiento mínimamente invasiva con efectos secundarios mínimos que ofrece una alternativa a las técnicas quirúrgicas tradicionales y más modernas como las transuretrales (Resección Transuretral de la próstata RTU) con menor costo y sin el riesgo de lesionar el cuello de la vejiga (problemas de incontinencia/retención urinaria) ni de afectar a la función sexual. Es una técnica compleja debido en gran parte a las variaciones anatómicas existentes en la vascularización de la próstata, ya que la oclusión de las arterias prostáticas debe ser muy selectiva para evitar el daño a otras estructuras pélvicas como la vejiga, el recto y oclusión de la arteria peneana.
Consiste en la cateterización de las arterias prostáticas y su oclusión con partículas de material sintético. Para llegar hasta estas arterias es necesario introducir un catéter y microcatéter desde la arteria femoral común, aunque otros autores lo prefieren desde la arteria radial.

### Indicaciones
Todos los pacientes que serían candidatos a cirugía por HBP y presentan síntomas urológicos bajos moderados a graves. (IPSS >=18, QoL >=3, Qmax <=12 mL/s) y sin respuesta al tratamiento médico mantenido al menos 6 meses. 

#### Criterios de exclusión
- Malignidad
- Arterioclerosis avanzada que impida la cateterización de las arterias prostáticas
- Insuficiencia renal
- Patología de la vejiga (divertículos, litiasis vesical, vejiga de esfuerzo, vejiga neurógena…)
- Infección urinaria
- Alteración de la coagulación no corregible

### Resultados
Sus resultados han sido probados empleando los cuestionarios:
- International Prostate Symptoms Score (IPSS)
- Quality of life related Symptoms Score (QoL)
- International Index of Erectil Function (IIEF)[8]

Se muestra una disminución significativa del volumen de la próstata en la valoración a 1, 3, 6 y 12 meses. Junto con una mejoría duradera en los síntomas (p.e.mejoría en el residuo post-miccional, en el Qmax –flujo urinario máximo- en el IPSS y en el QoL), y no cambios significativos en la función eréctil de los pacientes (función sexual conservada).
Se han publicado múltiples estudios no randomizados, pero hay algunos ensayos ramdomizados en curso que comparan la embolización portal con la prostatectomía transuretral.
En estos metaanálisis se llega a la conclusión de que esta embolización es una alternativa potencial a la cirugía y se compara positivamente en cuanto a efectos adversos.
El grupo del Dr. J. Pisco de Lisboa acaba de presentar los resultados a medio y largo plazo de un grupo grande de pacientes (630) que fueron embolizados desde marzo de 2009 hasta octubre de 2014 y de los que se cuenta con un seguimiento de entre 2 y 6,5 años. En 58 pacientes se requirió una segunda embolización por recidiva de la clínica.
Una revisión del 2020 de estudios que involucraron a hombres mayores de 40 años con agrandamiento de la próstata y síntomas del tracto urinario inferior encontró que la embolización arterial prostática (EAP) puede funcionar de manera similar a las opciones quirúrgicas comunes (resección transuretral de la próstata) para aliviar los síntomas y mejorar la calidad de vida en el corto plazo (hasta un año). Esta revisión encontró que la EAP puede aumentar la necesidad de retratamiento. A  largo plazo (13 a 24 meses), son inciertos  los efectos positivos y negativos de la EAP en comparación con la cirugía de resección transuretral.

### Complicaciones
La tasa de complicación es muy baja. 
La mayoría son complicaciones sin gravedad: 
- Dolor autolimitado(8%)
- Sangrado por la orina (4%)
- Sangrado en el semen (4%),
- Sensación de quemazón uretral
- Sangrado rectal
- Y de mayor importancia: Retención urinaria aguda (9%),
- Oclusión de otras arterias que no se desean . Puede suceder porque a veces existen anastomosis (conexiones) con otras arterias pélvicas.

No hay ningún caso de disfunción sexual (empeoramiento de la función sexual respecto al estado original) ni de incontinencia urinaria.
En comparación con la resección trasuretral (RTU) la tasa de complicaciones es menor.
Otras alternativas quirúrgicas como la enucleación con LASER o la vaporización prostática fotoselectiva presentan resultados similares a la RTU con menor morbilidad. Pero aun así la tasa de complicaciones de la embolización es menor.
Como la EAP es un procedimiento relativamente nuevo, se necesitan más datos para determinar la incidencia de sus eventos adversos. Es probable que la mayoría de las complicaciones durante la EAP se deban a una embolización sin objetivo que, por lo general, son de naturaleza autolimitada. Una revisión del 2020 evaluó la evidencia actual y encontró que existen grandes incertidumbres sobre si la EAP difiere en términos de efectos secundarios graves o problemas con las erecciones en comparación con la resección transuretral de la próstata. Sin embargo, EAP puede reducir los problemas de eyaculación.

### Conclusión
La Embolización de Arterias Prostáticas es un procedimiento seguro, bien tolerado y eficiente que puede realizarse incluso de forma ambulatoria. Mejora los síntomas urinarios bajos de estos pacientes sin riesgo de afectar a la función sexual de los pacientes.